# Bylov
Das Bylov des Königs Magnus Håkonsson Lagabøte (1263–1280) schließt sich an die größte gesetzgeberische Leistung des skandinavischen Mittelalters, das Landslov, an und galt bis in die Neuzeit hinein.

## Vorgeschichte
Nach den Wirren des langen norwegischen Bürgerkrieges begann eine Zeit des inneren Friedens für Norwegen. Das Königtum erhob sich zu einer Machtfülle, die es vorher nie besessen hatte. König Magnus wollte aber den Herrschern des Westens und kontinentalen Südens nicht nur an Macht und Königsrecht gleichgestellt sein, sondern auch an Lebensart. So importierte er die Lebensart der ihm als Vorbild dienenden Königshöfe. Er stand in regelmäßiger Verbindung zum englischen Königshof, eine Tochter verheiratete er an den spanischen Königshof, seine Gesandten kamen bis Nordafrika und eine Freundschaft verband ihn mit dem hohenstaufischen Kaiser des Heiligen Römischen Reiches Friedrichs II.
Der Wunsch, höfische Sitten des Kontinents einzuführen, kam im Gefolgschaftsrecht Hirðskrá zur Geltung. Ein wesentlicher Bestandteil seiner Bemühungen, kulturell mit den kontinentalen Herrschern auf Augenhöhe zu kommen, war die Modernisierung des Rechts. Dazu sandte er fähige Leute wie Audun Hugleiksson an kontinentale Universitäten und ließ sie in den für die Organisation eines Staatswesens maßgeblichen Wissenschaften ausbilden. Nach deren Rückkehr kam es dann zu den Gesetzesarbeiten.

## Überlieferung
Die Gesetze sind nicht alle überliefert. Die meisten Handschriften enthalten nur die vom Landslov abweichenden Passagen. Einige Handschriften enthalten das Stadtrecht anonymisiert, also ohne Bezugnahme auf eine bestimmte Stadt. Vollständig erhalten ist die Fassung für die Stadt Bergen.

## Novellierungsarbeit

### Zusammenhang mit dem Landslov
Als erstes wurde das Landslov (Landrecht) erneuert. Dieses Gesetz deckte die für das ganze Land relevante Rechtsmaterien des Straf- und Zivilrechts ab. Allerdings gab es Rechtsmaterien, die nur für Städte mit ausgedehntem Handel relevant waren. So verlieh er den Städten Nidaros, Bergen, Oslo und Tønsberg eigene gleichlautende Stadtrechte. Auch hier wurde die Gesetzgebungsarbeit des Königs wesentlich durch den großen Juristen der damaligen Zeit in Norwegen Audun Hugleiksson maßgeblich gestaltet. Das Landslov wurde auf weite Strecken hin übernommen und bildete die Grundlage. Es wurde allenfalls stellenweise den städtischen Verhältnissen angepasst.

### Besonderheiten
Die Besonderheit gegenüber dem Landslov stellen zwei neue Abschnitte dar: das Stadtrecht und das Seerecht; dafür entfielen die Abschnitte über das Odalsrecht und die Landpacht.

#### Stadtordnung
Der sechste Teil (bæjarskipan) bringt keine Beschreibung der städtischen Verfassung, ebenso fehlt eine zusammenfassende Beschreibung der Zuständigkeiten und Pflichten der städtischen Bediensteten. Vielmehr liegt das Schwergewicht auf polizeilichen Vorschriften.

##### Stadtregierung
Aber einige organisatorische Vorschriften finden sich doch. So wird das leitende Gremium der Stadt nach deutschem Vorbild „Rat“ (Rað) genannt, wo der Gesetzessprecher und die raðmenn, also die Ratsmitglieder die Stadt regieren. Sie sind geborene Mitglieder des Gesetzesthings und 12 von ihnen sind Mitglied der løgretta. Sie sind nicht nur Richter, sie prüfen die Waffen auf dem Waffenthing und die Feuerstätten und Heizungsanlagen. Sie führten die Aufsicht über die Straßen, Gassen, Landungsbrücken und -stege, überhaupt über das gesamte Bauwesen.
An der Spitze des Rates stand der gjaldkeri, der dem deutschen Schultheiß entspricht. Eine Person mit seiner Funktion ist in fast allen Städten nachzuweisen. Angelsächsisch hieß er sculthéta, im Stadtrecht von Schleswig war es der exactor. Er war ursprünglich königlicher Beamter, der vor allem die dem König zustehenden Bußen einzutreiben hatte. Später wurde er Kommunalbeamter, wobei die königlichen Funktionen auf den Sýslumaður (Bezirksamtmann) übergingen. Jetzt wurde der Begriff des gjaldkeri durch das deutsche Lehnwort býfógiti, býfógt oder byfouget ersetzt. Ihn unterstand die Hafenpolizei. An ihn wandten sich die Schiffsführer, wenn die Schiffe an Land oder zu Wasser gebracht werden sollten. Wenn er das Rufhorn blies, mussten alle Personen in der Stadt sich einfinden, auch auswärtige Kaufleute, wenn sie länger als drei Tage in der Stadt weilten. Auch ausländische Kaufleute waren zum Wachdienst verpflichtet. Später wurden durch besonderes Privileg die deutschsprechenden Kaufleute von der Pflicht befreit. 
Der Sýslumaður hingegen nahm die Rechte des Königs wahr, war dessen Bevollmächtigter und trieb die diesem zustehenden Bußen ein. Er arbeitete eng mit dem Schultheißen zusammen, kontrollierte mit ihm die Feuerzeichen und war am Waffenappell beteiligt. Auch überwachte er wie der Schultheiß die Maße und Gewichte. Ihm unterstand die Wache auf dem Turm der Nikolai-Kirche, die nicht nur für den Brand, sondern auch für den Alarm bei feindlichem Angriff zuständig war. Neben dem Schultheiß befasste er sich mit verdächtigen Schiffsbewegungen, vollstreckte Leibesstrafen und vollzog Exekutionen.
Der dritte wichtige Beamte war der Gesetzessprecher (Løgmaður). Er war vom König bestellt und dessen Bevollmächtigter. Wer ihn tötete (z. B. wegen einer nachteiligen Entscheidung), verfiel der schwersten Acht, aus der man sich nicht durch Buße befreien konnte. Denn das war ein Angriff auf die Rechtsordnung selbst. Der Løgmaður unterlag dem Entscheidungszwang, d. h., er konnte die Entscheidung einer Rechtssache in seinem Zuständigkeitsbereich nicht ablehnen. Schon früher waren die Løgmenn verpflichtet gewesen, zu einer Rechtsfrage Rechtsauskunft zu erteilen. Aber sie waren früher nicht selbst Richter, sondern nur Gutachter. Richter war die Thingversammlung. Jetzt war er auch Richter. Er war höchste Autorität. Über ihm war nur noch der König. Wer sich an seine Entscheidung nicht hielt, machte sich strafbar. Allerdings war gegen seinen Urteilsspruch auch ein Antrag auf Entscheidung der Bürgerversammlung möglich, was eigentlich keine Berufung war; denn der Løgmaður wirkte bei dieser Entscheidung mit, indem er den Sachverhalt vortrug und sein Votum abgab. In seiner Obhut befanden sich die Normalmaße und -gewichte. Er berief das Gesetzesthing ein.
Im Stadtrecht wird der Stadt ein eigenes Gesetzesthing, das Gesetze für die Stadt beschließen konnte, und ein eigener Rechtsausschuss (Gericht, løgretta) zugestanden. Dieses Thing hat in Bergen übrigens kurz nach 1280 ein Gesetz gegen die Vorherrschaft kontinentaler Handelshäuser beschlossen, das zum Krieg Norwegens mit den Seehandelsstädten in Nord- und Ostsee führte. (Siehe dazu die Geschichte Norwegens unter Erik Magnusson) Das Thing wurde nicht wie auf dem Lande im Freien abgehalten, sondern in Bergen im Saal der Mariengilde. Mitglieder sind je zwölf Männer aus jedem Viertel der Stadt. Hinzu kommen die Männer des Stadtrats, die leitenden Beamten und Vertreter des Bischofs. Die Løgretta, die höchste gerichtliche Instanz innerhalb der Stadt, bestand aus zwölf Ratsherren und je drei Männern aus jedem Stadtviertel. Aber – früher undenkbar – es gab noch einen Rechtszug zum König. Der König als oberster Richter war eine der besonderen Neuerungen der Gesetzesrevision. Auf dem Gesetzesthing war zu verkünden, wie viele Menschen im abgelaufenen Jahr in der Stadt getötet worden waren.
Die Stadt war ein fylke, also ein Regierungsbezirk, wie die anderen im Lande. Dem Fylkesthing, an dem alle freien Männer eines Fylke teilzunehmen hatten, entsprach hier das mót, die Bürgerversammlung aller freien Bürger der Stadt, zu der sie durch das Horn des Schultheißen zusammengerufen wurden. Angesichts der großen Zahl der Teilnehmer muss die Versammlung unter freiem Himmel stattgefunden haben. Die teilnehmenden Richter bekamen eigene Bänke, denn nach alter Auffassung musste ein Richter sitzen. Sie hießen daher Banksitzer (beðsetar). Denn die Bürgerversammlung war auch eine richterliche Instanz für Sachen, die der Gesetzessprecher (løgmaður) nicht erledigen und die normale løgretta nicht hatte beilegen können. Dafür war dann die løgretta der Bürgerversammlung zuständig.
Die Bürgerversammlung war für eine ganze Reihe von Rechtsakten zuständig: Abnahme von Eiden, Schätzung von Schmerzensgeld bei Verletzungen, Regelung des Sorgerechts über Unmündige, Vorführung des Diebes mit dem Diebesgut und Vollziehung von Körperstrafen. Der Beleidigte trug hier die gegen ihn gerichtete Beleidigung vor. Auch die Ächtung einer Person und die Konfiskation des Gutes war Sache der Bürgerversammlung. Auf der Bürgerversammlung wurde der Totschlag kundgemacht, wodurch der verächtliche Mordvorwurf abgewehrt werden konnte. Der Freilasser gab bekannt, dass der Freigelassene sein Freilassungsbier abgehalten habe, wodurch er volles Bürgerrecht erhielt. Auf dem mót wurden auch Bußen gezahlt und Vollstreckungsbeamte ernannt, die beispielsweise ein vorschriftswidrig errichtetes Haus einzureißen hatten.
Hier wurden die Entscheidungen des Gesetzesthings verkündet, weshalb das mót nur 8 Tage nach dem Gesetzesthing stattfand.

##### Bürgerpflichten
Die Bürger waren für die Frei- und Reinhaltung der Straßen und Gassen verantwortlich. Die Breite der freizuhaltenden Verkehrswege war genau vorgeschrieben. Einen ungefähren Eindruck von Bergen zur damaligen Zeit kann man (neben archäologischen Quellen) aus den Vorschriften über den Stadtrundgang des Nachtwächters und den Vorschriften, wo welche Handwerksbetriebe siedeln dürfen, gewinnen. Die Nachtwache hatte ihre Wachsamkeit durch Rufe an jeder Straßenecke zu beweisen. Nachts herrschte im Übrigen Ausgehverbot. Nur Betrunkene sollten von der Wache nach Hause oder ins nächste Haus gebracht werden, „und man lasse ihn da liegen, bis er weiß, wohin er zu gehen hat.“ Zur Rechtsfähigkeit war (wie auch im Landrecht) eine gewisse Trinkfestigkeit erforderlich, der Mann muss ølfærr (bierfähig) sein. In Bergen müssen allerdings die Besäufnisse mit den dazugehörigen Schlägereien nach den häufigen Beschwerden an der Tagesordnung gewesen sein. Betrunkene hatten auch einen erhöhten Rechtsschutz, eben als Hilflose. 
Die Bewohner der Stadt waren wie alle Einwohner Norwegens wehrpflichtig und hatten für ihre vorschriftsmäßige Bewaffnung nach ihrem Vermögensstande selbst zu sorgen. Die vermögenslosen Lohnempfänger hatte im 1. Jahr eine Axt, im 2. Jahr einen Schild und im 3. Jahr einen Speer anzuschaffen. Einmal im Jahr wurde in der Fastenzeit ein Waffenappell (Waffenthing) durchgeführt, wo sich der Schultheiß und die Ratsherren unter Hinzuziehung waffenkundiger Männer aus dem königlichen Gefolge von dem ordnungsgemäßen Zustand der Bewaffnung überzeugten. Allerdings hatte bereits Kardinal Nikolaus Breakspear, als er 1152 das Bistum Nidaros zum Erzbistum erhob, ein Verbot des Waffentragens in der Handelsstadt verlangt. Dieses Verbot wurde immer wieder wiederholt, was auf einen geringen Erfolg schließen lässt. Nur der Sýslumaður und der Gjaldkeri durften Waffen tragen.
Die Bürger hatten auch ein Feuerzeichen an der Küste zu unterhalten. Während es im Landslov verboten war, Ausländer an der Küstenwache zu beteiligen, war es hier vorgeschrieben, dass das Feuer auch von einem Ausländer zu bewachen sei.
Über das in Bergen ansässige Gewerbe erfährt man einiges aus den Anordnungen, wo diese ihre Geschäfte haben durften. Es gab Schuster (die auch Lederstrümpfe anfertigten), Schneider, Goldschmiede, Gerber und Kürschner, Schmiede und Schlosser, Kupferschmiede, Kesselschmiede, Kastenmacher, Schreiner, Böttcher, Zimmerleute, Schwertfeger (reinigten Schwerter und Helme), Schildmacher, Brünnen- und Plattenmeister, Putzmacher, Müller, Bäcker, Fleisch- und Fischhändler, Second hand-Geschäfte (Klæðamangarar), Weber, Kammmacher, Maler, Vergolder, Sattler und Seiler, Tuchhändler und verschiedene Schiffszimmerleute, Leute die Bier brauen, Häuser und Schiffe teeren und manches mehr. Für alles waren Preise festgesetzt, die nur der Gjaldkeri und der Rat ändern durfte. Besonders die deutschen Schuhmacher bildeten bald in der Stadt eine mächtige Gilde, die dem Rat zu schaffen machte. Allerdings waren unter dem Begriff „Schuhmacher“ alle deutschen Handwerker zusammengefasst. Sie nahmen den Platz der Engländer ein, die vorher stark vertreten gewesen waren, aber unter Håkon Håkonsson die Stadt hatten räumen müssen. Die Stadt übte eine große Anziehungskraft auf das Umland aus. Deshalb wurde ein Mindestvermögen verlangt, um zum Seehandel zugelassen zu werden.

#### Schifffahrtsrecht
Kardinal Wilhelm von Sabina sagte in seiner Rede anlässlich der Krönung König Håkon Håkonssons 1246, er habe noch nie so viele Schiffe zusammen in einem Hafen gesehen. Beim großen Brand in Bergen 1248 lagen ungefähr 200 Schiffe im Hafen. Daraus wird klar, dass eine Hafenpolizei und ein eigenes Schifffahrtsrecht erforderlich war. Die Handelsverbindungen lassen sich an der Vorschrift Kap. IX Nr. 6 Wenn ein Schiffsgenosse die Ordnung unter dem Schiffsführer verletzt ablesen. Schiffsgenosse war nicht nur Mitglied der Besatzung, sondern jeder auf dem Schiff, auch die Vertragspflichtigen aus Fracht und Ladung.

„Wenn ein Schiffsgenosse gegen die Anordnung (über das Frachtgewicht) des Schiffsführers innerhalb des Landes (Norwegen) verstößt, und es wird durch Zeugen festgestellt, da hat er dem Schiffsführer 1 Mark Silber für jede Last, die zu viel (über die vertragsmäßige Menge) mitgeführt wird, Buße zu zahlen. Und wenn er gegen die Anordnung in Dänemark oder Gautland oder Schweden verstößt, so zahle er zwei Mark Silber, eine für den König, eine für den Schiffsführer, für jede Last, die zu viel mitgeführt wurde. Und wenn er gegen die Anordnung in Gotland oder Samland verstößt, dann hat er vier Mark Silber zu zahlen, wovon die Hälfte der König, die andere der Schiffsführer erhält. Wenn einer gegen die Anordnung in England, auf den Orkneys, Shetlands oder den Faröern verstößt, zahle er acht Mark Silber, die Hälfte an den König, die andere an den Schiffsführer. Verstößt jemand in Grönland, Island oder in Russland weit im Osten gegen die Anordnung, so zahle er acht Ertog und dreizehn Mark Silbers, die eine Hälfte an den König, die andere an den Schiffsführer.“

Es gibt keine Erklärung dafür, warum deutsche (Saxland) Häfen nicht erwähnt sind. Damit der Umschlag rasch vonstattengeht, war der Verkauf von Waren vom Schiff aus verboten. Die Schiffe waren zügig zu entladen und hatten dann von der Brücke abzulegen und anderswo zu ankern. Eine Ausnahme galt nur für frischen Fisch und für Austern. Sie mussten vom Schiff aus verkauft werden.
Gesegelt wurde nur im Sommer. So mussten Bestimmungen darüber getroffen werden, was zu geschehen hatte, wenn es zur Heimreise zu spät war und man im fremden Hafen überwintern musste. Nach dem 8. September war es verboten, von Island nach Norwegen zu segeln. Auf jedem Schiff muss ein Schiffsführer sein, auf der Islandfahrt dürfen es auch zwei sein. Anfangs werden unter „Schiffsgenossen“ unterschiedslos die Besatzung und die Fahrgäste verstanden (hásetar, skiparar sind austauschbare Begriffe). Später wird zwischen beiden Gruppen unterschieden. Beide bildeten nämlich ursprünglich eine Rechtsgenossenschaft und hatten gemeinsam Hand anzulegen. Der Begriff für den reinen Passagier (Farþegar) kommt in den Gesetzen nicht vor. Es wurde auch ausführlich der Fall geregelt, dass das Schiff nicht seinen Bestimmungshafen, sondern einen anderen Hafen anläuft und daher Passagiere berechtigterweise das Schiff verlassen. Der Schiffsführer musste dann auf seine Kosten anderweitig für ausreichende Besatzung sorgen.
Die Mitreisenden hatten selbst für ihre Verpflegung zu sorgen, ihr Zelt mitzubringen und auch ein Schanzstück zur Erhöhung der Bordwand mitzuführen. Dieses war besonders bei Angriffen von anderen Schiffen erforderlich.
Die Schiffsgenossen bildeten während der Fahrt und in fremden Häfen eine eigene Rechtsgemeinde mit eigenen Anklägern, einer Gerichtsversammlung und Strafen. Ankläger waren die vier Schiffsaufseher (entsprachen wohl dem Schiffsoffizier). Meist ging es um Versäumnisse bei der Pflicht zur Beteiligung an der Schiffsarbeit. Der Schiffsführer griff nur bei Meuterei ein. Für Diebstahl war abweichend vom Landslov (Spießrutenlauf) hier „Teeren und Federn“ vorgesehen. Aber auch der Schiffsführer war an die Schiffsdisziplin gebunden: Die Schiffsgenossen durften ohne ihn weitersegeln, wenn sie bei günstigem Wind drei Ebben vergeblich auf ihn gewartet hatten.

## Gliederung
Prolog
1. Thingfahrt. (Es handelt sich um Regeln, wer wie oft zum Thing zu kommen hat, was in welcher Weise auf dem Thing verhandelt wird, über die Bürgerversammlung, wie Gerichte gebildet werden, wie vor das Gericht formgültig geladen wird)
2. Christenrecht. (Es handelt sich um das rechte Glaubensbekenntnis, die Befugnisse von König und Bischof, das Verbot von Gegenkönigen, die Königserbfolge, über die Eide des Königs, des Jarls, des Barons, der Gesetzessprecher und der freien Bauern; mit dem Landslov identisch).
3. Die Landesverteidigung. (Es handelt sich um das Aufgebot [Mobilmachung, Leidang], den Schiffbau, die formelle Einberufung durch Senden des Kriegspfeils, die Wache an den Feuerzeichen, die Wehrsteuer, städtische Abgaben, Schiffsführer, Fahrtgeld und Bewaffnung, Schiffsbemannung und Köche, Schuss- und andere Waffen, und Ausrüstung, den Waffenappell, Landesverrat, Stranddiebstahl, die Hilfspflicht beim Hochziehen der Schiffe und beim Bergen der Segel, Bau von Kampfschiffen durch Privatleute).
4. Die Mannheiligkeit. (Enthält den gesamten Komplex des Totschlags, der Körperverletzung und der tätlichen Beleidigung. Außerdem Regelungen über den Verkauf eines freien Mannes, aber auch Verleumdung und Bettelei, das Waffentragen).
5. Erbrecht. (Darin werden das Eherecht, das eheliche Güterrecht, die Erbfolgen, die Erbteilungen, die Behandlung der Unmündigen Armenfürsorge, die Hochzeits- und die Leichenfeier behandelt).
6. Stadtordnung. (Die Pflicht, sich an den nächtlichen Wachen zu beteiligen, die nächtliche Ausgangssperre, Bauordnung, Grundstücksverkehr, Bestimmungen über das Gesinde, Ordnung der Handwerker, Feuerpolizei, Brunnen und Wasservorrat, Landungsbrücken, Mietrecht, Schiffskauf, Verhalten im Hafen).
7. Kaufrecht. (Regelungen über rechtswidrige Wegnahme, Sicherheitsleistung, Straßenhandel, Formvorschriften, Beweis beim Kaufgeschäft, Schuldübernahme, Bürgschaft, Rechtsmittel, Beurkundung von Eheverträgen, Sicherheitsleistung bei der Leihe, Pfandrecht, Mindestvermögen für Handeltreiben zu Wasser, Verbot des Spiels, Maße und Messgefäße).
8. Diebstahl (Mundraub in der Not, Diebstahl, Hehlerei, Hausdurchsuchung, Diebstahl geringwertiger Sachen, Fund, Eidesregelungen und Meineid).
9. Seerecht. (Seetüchtigkeit <Voraussetzung: nur dreimal in 24 Stunden lenzen; zulässige Beladung>, Frachtvertrag, Große Havarie, Notrechte, Tätlichkeiten auf der Fahrt, Recht am Liegeplatz im Hafen, Landgang, Segeln im Verband, Rammen, Hochhieven eines fremden Ankers, Seehandelsgesellschaften, Schiffswache)
10. Zuständigkeit für die Straffestsetzung in der Stadt.
11. Gesetzesverbesserungen (Hier wird die Herabsetzung der Bußen geregelt, das Verbot der Rache an anderen als dem Täter, die Beschränkung der Buße an den König für Totschlag, die Abschaffung der Haftung der Familie für den Totschläger und eine Aufzählung der Gesetzesänderungen, die bereits in den vorherigen Kapiteln vorgenommen worden waren).
12. Die Formel für die Inkraftsetzung des Gesetzes.